# Noel Loban
Noel Loban (* 28. April 1957 in Wimbledon/England) ist ein ehemaliger englischer Ringer.

## Werdegang
Noel Loban wurde in Wimbledon als Sohn aus Westindien eingewanderter Eltern geboren. Kurz nach seiner Geburt zog er mit seinen Eltern nach Long Island, New York, wo Noel Loban aufwuchs. Er besuchte dort die Highschool und danach zwei Jahre lang die State University of Farmingdale und dann von 1977 bis 1980 die Glemson University in New York. Mit dem Ringen hatte Noel Loban schon auf der Highschool begonnen, das er an den Universitäten fortsetzte. 1977 gewann der die NCAA- (= US-amerikanischer Hochschul-Sportverband) Juniorenmeisterschaft im Freistilringen und 1980 wurde der NCAA-Champion der Vereinigten Staaten im Halbschwergewicht.
In den folgenden Jahren startete Noel Loban als englischer Staatsbürger bei mehreren internationalen Meisterschaften für dieses Land. Der größte Erfolg, den er dabei erzielte, war der Gewinn der Bronzemedaille bei den Olympischen Spielen 1984 in Los Angeles. Er erzielte dort fünf Siege und gewann u. a. auch über den deutschen Meister Bodo Lukowski aus Witten, verpasste aber durch eine Niederlage gegen den Japaner Akira Ōta den Einzug in das Finale.
1988 erzielte Noel Loban mit dem Gewinn des Vize-Europameistertitels in Manchester einen weiteren großen Erfolg. Er ließ dabei sogar den mehrfachen Welt- und Europameister Uwe Neupert aus der DDR  hinter sich, kam aber an dem sowjetischen Sportler Leri Chabelowi nicht vorbei. Bei den Olympischen Spielen 1988 in Seoul konnte sich Noel Loben nicht mehr im Vorderfeld platzieren. Er musste mit dem 7. Platz zufriedengeben.
Noel Loban gewann auch zweimal, 1986 und 1994 das Ringerturnier bei den Commonwealth Games und einmal, 1977, das Turnier bei den Commonwealth-Meisterschaften.
Noel Loban war auch in der Bundesrepublik Deutschland als Ringer sehr gut bekannt, weil er dort jahrelang in der Bundesliga für den KSV Wiesental rang.
Nach dem Ende seiner Ringerlaufbahn ging Noel Loban in die USA zurück. Er ist seither als Ringertrainer und Sport-Instructor tätig. Seit 2006 lebt er in Raleigh/North Carolina und betreibt dort eine „Combat Sports Academy“.

## Internationale Erfolge
(alle Wettkämpfe im freien Stil, OS = Olympische Spiele, WM = Weltmeisterschaft, EM = Europameisterschaft, Halbschwergewicht, bis 90 kg, Schwergewicht, 100 kg Körpergewicht)
| Jahr | Platz  | Wettbewerb                                | Gewichtsklasse | |
| ---- | ------ | ----------------------------------------- | -------------- | --- |
| 1983 | 1.     | Großer Preis von Österreich in Salzburg   | Halbschwer     | vor Edwin Lins, Österreich und Günther Glunk, BRD |
| 1983 | 1.     | EG-Meisterschaft in Annecy/Frankreich     | Halbschwer     | vor Stefan Schäfer, BRD, Michele Azzola, Italien und Georges Marx, Frankreich                                                                             |
| 1984 | 5.     | Turnier in Clermont-Ferrand               | Halbschwer     | hinter Iwan Guinow, Bulgarien, Torsten Wagner, DDR, Jan Gorski, Polen und Aleksander Cichoń, BRD und vor Michele Azzola                                   |
| 1984 | 7.     | EM in Jönköping                           | Halbschwer     | nach Niederlagen gegen Waha Jawlojew, UdSSR und Jan Gorski, Polen                                                                                         |
| 1984 | Bronze | OS in Los Angeles                         | Halbschwer     | m. Siegen über Bodo Lukowski, BRD, Tallo, Mauretanien, Michele Azzola, Appah, Nigeria und Clark Davis, Kanada und einer Niederlage gegen Akira Ōta, Japan |
| 1986 | 1.     | Commonwealth-Games in Edinburgh           | Halbschwer     | vor Doug Cox, Kanada und Graeme English, Schottland |
| 1987 | 4.     | WM in Clermont-Ferrand                    | Halbschwer     | hinter Macharbek Chadarzew, UdSSR, James Scherr, USA und Jerzy Niec, Polen und vor Dsewegiin Düwtschin, Mongolei und Iraklios Deskoulidis, Griechenland   |
| 1987 | 1.     | Commonwealth-Meisterschaften in Nikosia   | Schwer         | vor Jackson Bidei, Nigeria und Robert Algie, Australien                                                                                                   |
| 1988 | 1.     | FILA-Grand-Prix-Gala in Budapest          | Schwer         | vor István Robotka, Ungarn, Ayık Sezgin, Türkei und Sándor Kiss, Ungarn                                                                                   |
| 1988 | 2.     | EM in Manchester                          | Schwer         | hinter Leri Chabelowi, UdSSR und vor Uwe Neupert, DDR, Petar Makedonow, Bulgarien und István Robotka                                                      |
| 1988 | 7.     | OS in Seoul                               | Schwer         | hinter Vasile Pușcașu, Rumänien, Leri Chabelowi, William Scherr, USA, Uwe Neupert, Georgi Karaduchew, Bulgarien und Boldyn Dschawchlantögs, Mongolei      |
| 1989 | 1.     | Großer Preis von Deutschland in Bonn      | Halbschwer     | vor Wagab Kasibekow, UdSSR und Andrzej Radomski, Polen |
| 1994 | 3.     | Großer Preis von Deutschland in Wiesental | Schwer         | hinter Arawat Sabejew, Deutschland, Milan Mazáč, Tschechien und vor Ömer Aslan, Türkei, Jozsef Glazer, Ungarn und Gregory Edgelow, Kanada                 |
| 1994 | 2.     | Commonwealth-Games in Victoria            | Schwer         | hinter Gregory Edgelow, Kanada und vor Subash Verma, Indien                                                                                               |

## Britische Meisterschaften
Noel Loban wurde 1984 britischer Meister im freien Stil im Halbschwergewicht und 1983, 1986, 1987, 1988 und 1994 im Schwergewicht.

## Weblink
- Profil von Noel Loban bei United World Wrestling

| Personendaten    | Personendaten     |
| ---------------- | ----------------- |
| NAME             | Loban, Noel       |
| KURZBESCHREIBUNG | englischer Ringer |
| GEBURTSDATUM     | 28. April 1957    |
| GEBURTSORT       | Wimbledon         |